# Krúttxik
Krúttxik (en rus: Крутчик) és un poble de l'óblast de Lípetsk, a Rússia, que el 2011 tenia 36 habitants. Pertany al districte rural d'Úsman.